# Stenospermation ulei
Stenospermation ulei — вид квіткових рослин із родини кліщинцевих (Araceae), роду Stenospermation. Це витка рослина, рідним ареалом якої є пн. Бразилія, Гаяна, Венесуела.